# Joe E. Brown
Joe E. Brown, all'anagrafe Joseph Evans Brown (Holgate, 28 luglio 1892 – Brentwood, 6 luglio 1973), è stato un comico e attore statunitense.

## Biografia
Nel 1902, all'età di nove anni, Joe E. Brown lasciò la natia Holgate, in Ohio, per unirsi a una troupe di acrobati chiamata Five Marvellous Astons, con la quale andò in tournée negli Stati Uniti sfruttando la propria precoce abilità atletica in spettacoli circensi e frequentando nello stesso tempo anche il circuito del vaudeville. Nel 1906 fece ritorno a Toledo (Ohio) e per alcuni anni si dedicò alla carriera sportiva, diventando giocatore di baseball, ma un infortunio a una gamba lo costrinse a rinunciare a un promettente contratto con i New York Yankees. Ripresa la carriera artistica, Brown divenne un divo del vaudeville e del genere burlesque, debuttando a Broadway nel 1918 con lo show Listen Lester, cui seguirono Jim Jam Jems, che fece di lui un divo del palcoscenico, Greenwich Village Follies e Captain Jinks (eletto miglior musical della stagione teatrale 1925-1926).

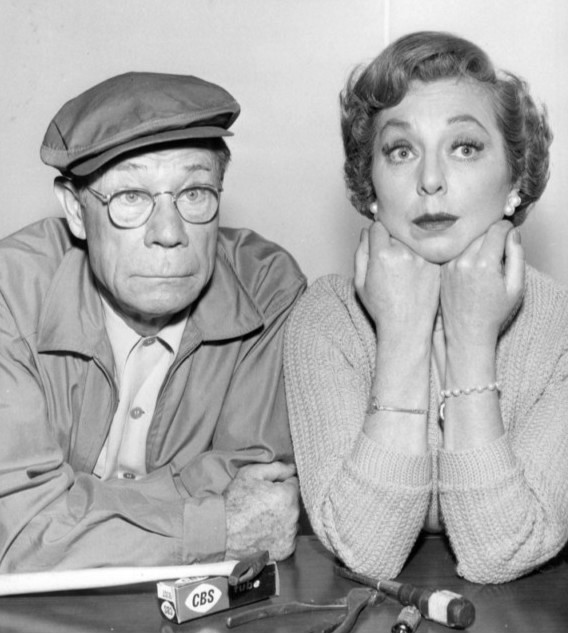
Joe E. Brown In The Ann Sothern Show (1960)

Nel 1928 approdò al cinema e l'anno successivo firmò un contratto con la Warner Brothers, dove si specializzò nel genere comico, interpretando gag di buona fattura che sfruttarono al meglio la sua maschera dall'imperturbabile faccia di gomma e dalla grande bocca e il suo personaggio innocente e campagnolo, in commedie e film musicali come On with the Show (1929), Sally (1929), Hold Everything (1930) e Song of the West (1930). Il suo talento di atleta e il suo passato sportivo lo resero interprete ideale di una trilogia sul baseball: Fireman, Save My Child (1932), in cui impersonò un giocatore dei Saint Louis Cardinals, Elmer the Great (1933) e Alibi Ike (1935), in entrambi i quali vestì i panni di un giocatore dei Chicago Cubs. Nello stesso anno affrontò per la prima e unica volta un ruolo shakespeariano interpretando Francis Flute (uno degli artigiani di Atene con James Cagney e Frank McHugh) in Sogno di una notte di mezza estate (1935), diretto da Max Reinhardt e William Dieterle, ruolo per il quale ricevette eccellenti recensioni.
Malgrado le ottime critiche, Brown tornò alla consueta comicità astratta e clownesca e, nel 1937, lasciò la Warner Brothers per firmare un contratto con il produttore indipendente David Loew, ma la sua carriera declinò progressivamente verso più modeste commedie e B-movie a basso budget. Durante gli anni della seconda guerra mondiale impegnò il proprio talento al servizio di spettacoli per le truppe americane impegnate sul fronte bellico, partecipando – fra le altre - alle iniziative della Hollywood Canteen (il club di intrattenimento per i soldati in licenza, fondato a Hollywood da Bette Davis e John Garfield) e compiendo lunghi viaggi al fronte e negli ospedali militari, esperienza che narrò nel libro Your Kids and Mine, pubblicato nel 1944. Dopo la fine della guerra continuò l'attività sul grande schermo, dando prova di ottime doti di attore drammatico in The Tender Years (1948), e sul palcoscenico, vincendo un Tony Award nel 1948 per la sua interpretazione nella commedia teatrale Harvey. Apparve successivamente nella versione cinematografica del musical Show Boat (1951), in cui impersonò un memorabile capitano Andy Hawks. Nel 1956 fece un'apparizione ne Il giro del mondo in 80 giorni (1956), nella parte del pittoresco capostazione di una cittadina del Nebraska, che Phileas Fogg (David Niven) incontra durante le sue avventurose peregrinazioni per il mondo. Nello stesso anno l'attore pubblicò la propria autobiografia, intitolata Laughter is a Wonderful Thing, scritta in collaborazione con Ralph Hancock.
Nel 1959 Brown interpretò il personaggio grazie al quale è oggi universalmente ricordato, quello dell'ingenuo milionario Osgood Fielding II nella commedia A qualcuno piace caldo (1959) di Billy Wilder. L'attore recitò irresistibili sequenze di corteggiamento e di danza in coppia con Jack Lemmon, il contrabbassista travestito da donna che assume la falsa identità di Daphne e fa innamorare di sé il milionario. Sua la celebre battuta "Nessuno è perfetto" che conclude la pellicola. Dopo questo exploit, grazie al quale si assicurò un posto fra i grandi caratteristi del cinema hollywoodiano, Brown apparve ancora in due brevi interpretazioni nei film Questo pazzo, pazzo, pazzo, pazzo mondo (1963) di Stanley Kramer e Il clan del terrore (1963) di Jacques Tourneur, e si ritirò dalle scene.

## Vita privata
Brown sposò Kathryn Francis McGraw nel 1915 e da lei ebbe due figli, Don Evan, nato nel 1916, e Joe LeRoy, nato nel 1918. In seguito la coppia adottò altre due bambine, Mary Katharine Ann, nata nel 1930 e Kathryn Francis, nata nel 1934. Il primogenito Don, capitano della United States Army durante la seconda guerra mondiale, rimase ucciso in battaglia nel 1942 a bordo dell'aereo che stava pilotando. Il secondogenito Joe (morto nel 2010), ereditata dal padre la passione per il baseball, fu per vent'anni il general manager della squadra dei Pittsburgh Pirates. Joe E. Brown mantenne vivo l'interesse per lo sport durante tutta la sua esistenza, cimentandosi come cronista radiofonico per i New York Yankees nel 1953, diventando presidente della Pony Baseball and Softball dal 1953 al 1964 e promuovendo attivamente il baseball presso le giovani generazioni. L'attore morì per un infarto nel 1973, tre settimane prima del suo ottantunesimo compleanno.

## Filmografia

### Cinema
- Crooks Can't Win, regia di George M. Arthur (1928)
- Hit of the Show, regia di Ralph Ince (1928)
- The Circus Kid, regia di George B. Seitz (1928)
- Take Me Home, regia di Marshall Neilan (1928)
- Molly and Me, regia di Albert Ray (1929)
- My Lady's Past, regia di Albert Ray (1929)
- On With the Show!, regia di Alan Crosland (1929)
- Painted Faces, regia di Albert S. Rogell (1929)
- Sally, regia di John Francis Dillon (1929)
- Song of the West, regia di Ray Enright (1930)
- Hold Everything, regia di Roy Del Ruth (1930)
- Top Speed, regia di Mervyn LeRoy (1930)
- Maybe It's Love, regia di William A. Wellman (1930)
- La moglie n. 66 (The Lottery Bride), regia di Paul L. Stein (1930)
- Going Wild, regia di William A. Seiter (1930)
- Sit Tight, regia di Lloyd Bacon (1931)
- Broadminded, regia di Mervyn LeRoy (1931)
- Local Boy Makes Good, regia di Mervyn LeRoy (1931)
- Fireman, Save My Child, regia di Lloyd Bacon (1932)
- The Tenderfoot, regia di Ray Enright (1932)
- You Say a Mouthful, regia di Lloyd Bacon (1932)
- Elmer, the Great, regia di Mervyn LeRoy (1933)
- Son of a Sailor, regia di Lloyd Bacon (1933)
- The Circus Clown, regia di Ray Enright (1934)
- A Very Honorable Guy, regia di Lloyd Bacon (1934)
- Un grullo in bicicletta (6 Day Bike Rider), regia di Lloyd Bacon (1934)
- Alibi Ike, regia di Ray Enright (1935)
- Il re della risata (Bright Lights), regia di Busby Berkeley (1935)
- Sogno di una notte di mezza estate (A Midsummer Night's Dream), regia di William Dieterle e Max Reinhardt (1935)
- Sons o' Guns, regia di Lloyd Bacon (1936)
- L'irresistibile (Earthworm Tractors), regia di Ray Enright (1936)
- Polo Joe, regia di William C. McGann (1936)
- Con l'aiuto della luna (When's Your Birthday?), regia di Harry Beaumont (1937)
- Vivendo volando (Riding on Air), regia di Edward Sedgwick (1937)
- Una regina tra due cuori (Fit for a King), regia di Edward Sedgwick (1937)
- Wide Open Faces, regia di Kurt Neumann (1938)
- Eroe per forza (The Gladiatore), regia di Edward Sedgwick (1938)
- Io e il mio destino (Flirting with Fate), regia di Frank McDonald (1938)
- $1000 a Touchdown, regia di James P. Hogan (1939)
- Beware Spooks!, regia di Edward Sedgwick (1939)
- Così non avrai da lamentarti (So You Won't Talk), regia di Edward Sedgwick (1940)
- Shut My Big Mouth, regia di Charles Barton (1942)
- Joan of Ozarc, regia di Joseph Santley (1942)
- Giorgio sei grande (The Daring Young Man), regia di Frank R. Strayer (1942)
- Chatterbox, regia di Joseph Santley (1943)
- Casanova in Burlesque, regia di Leslie Goodwins (1944)
- La fidanzata di tutti (Pin Up Girl), regia di H. Bruce Humberstone (1944)
- Ho baciato una stella (Hollywood Canteen), regia di Delmer Daves (1944)
- The Tender Years, regia di Harold D. Schuster (1948)
- Show Boat, regia di George Sidney (1951)
- Toast to Our Brother, regia di Tom Graeff (1951) (cortometraggio)
- Il giro del mondo in 80 giorni (Around the World in Eighty Days), regia di Michael Anderson (1956)
- A qualcuno piace caldo (Some Like It Hot), regia di Billy Wilder (1959)
- Questo pazzo, pazzo, pazzo, pazzo mondo (It's a Mad Mad Mad Mad World), regia di Stanley Kramer (1963)
- Il clan del terrore (The Comedy of Terrors), regia di Jacques Tourneur (1963)

### Televisione
- Showtime, U.S.A. – serie TV, 1 episodio (1951)
- The Buick Circus Hour – serie TV, 1 episodio (1952)
- The Eddie Cantor Comedy Theater – serie TV, episodio 1x17 (1955)
- Schlitz Playhouse of Stars – serie TV, episodio 4x45 (1955)
- Screen Directors Playhouse – serie TV, episodio 1x12 (1955)
- The People's Choice – serie TV, episodio 1x30 (1956)
- General Electric Theater – serie TV, episodio 4x34 (1956)
- General Electric Summer Originals – serie TV, episodio 1x3 (1956)
- The Ann Sothern Show – serie TV, episodio 2x19 (1960)
- Westinghouse Preview Theatre – serie TV, 1 episodio (1961)
- Route 66 – serie TV, episodio 3x2 (1962)
- The Greatest Show on Earth – serie TV, episodio 1x30 (1964)
- The Christophers – serie TV, 2 episodi (1955-1964)

## Riconoscimenti
- Laurel Awards
  - 1952 – Miglior performace maschile per Show Boat (1951)
  - 1960 – Candidatura al Golden Laurel per il miglior attore non protagonista per A qualcuno piace caldo
- Walk of Fame
  - 1960 – Stella (1680 Vine Street)

## Doppiatori italiani
Nelle versioni in italiano dei suoi film, Joe E. Brown è stato doppiato da: 
- Carlo Romano in Ho baciato una stella, A qualcuno piace caldo
- Stefano Sibaldi in La fidanzata di tutti
- Amilcare Pettinelli in Show Boat